# Club Balonmano Ciudad de Logroño
Maillots
Actualités
Dernière mise à jour : 14 septembre 2024.
Le Club Balonmano Ciudad de Logroño, connu sous le nom de Naturhouse La Rioja entre 2006 et 2017, est un club espagnol de handball situé dans la ville de Logroño dans la communauté autonome de La Rioja. Fondé en 2003, le club évolue en Liga ASOBAL depuis 2006.

## Histoire
Le Club Balonmano Ciudad de Logroño est fondé en 2003 dans la ville de Logroño en Espagne, le but étant de promouvoir le handball dans cette région par la volonté d'anciens handballeurs. En 2006, le club accède à la Liga ASOBAL. 
Puis en 2007, à la suite d'un changement de sponsor, le club est rebaptisé Naturhouse La Rioja.
Les saisons passées en Liga ASOBAL sont tout d'abord difficiles pour le club, notamment sa première saison parmi l'élite en 2006-2007 où le club évite de justesse la relégation en terminant à la quatorzième place. Par contre, la saison 2007-2008 se solde sur une honnête douzième place. Et c'est finalement année par année que le Naturhouse La Rioja monte en puissance puisqu'en 2008-2009, le club se qualifie pour sa première coupe d’Europe grâce à une septième place en championnat, ainsi que pour la saison 2009-2010 grâce à cette fois une sixième place.
La progression est arrêtée avec la saison 2010-2011 où le club termine à la neuvième place, puis de nouveau à la septième place la saison suivante.
En 2012-2013, le club réalise une superbe saison en terminant à la troisième place et en se qualifiant pour la Ligue des champions. Le 6 septembre 2013, Naturhouse La Rioja perd la finale de la Supercoupe d'Espagne face au FC Barcelone.
Depuis la disparition de l'Atlético Madrid en 2013 et d'autres clubs à la suite de la crise qui touche l'Espagne, La Rioja s’impose comme un des clubs majeurs derrière l’intouchable FC Barcelone. Il cumule ainsi les places d’honneur, terminant à la 2e place de la Liga ASOBAL en 2014, 2015, 2016 et en atteignant les finales de la Coupe du Roi en 2013 et 2017 et de la Coupe ASOBAL en 2016. 

### Parcours en Europe
C'est en 2009 que le Naturhouse La Rioja a commencé son parcours européen. En Coupe de l'EHF, il élimine le club serbe de l'Étoile rouge de Belgrade (30-30 à Belgrade et 33-26), puis les Islandais de Haukar Hafnarfjörður (34-24; 23-24) en huitième de finale. En quart de finale, le Naturhouse La Rioja tombe sur le Dunkerque HBGL, qu'il élimine également après un match nul 33-33 à Dunkerque et une victoire 30-24 à Logroño. En demi-finale, le club affronte les Allemands du TBV Lemgo : après une victoire 30-25 lors du match aller à Logroño, les Allemands s'imposent nettement 34-26 au match retour, mettant fin à une superbe première campagne européenne.
La saison suivante, le club participe de nouveau à la Coupe de l'EHF et atteint également les demi-finales, s'inclinant face à un autre club allemand, Frisch Auf Göppingen, ne pouvant rattraper au match retour les neuf buts de retard concédés au match aller (23-32 ; 32-29).
En 2012-2013, le club retrouve l'Europe, toujours en Coupe de l'EHF. Le club termine deuxième de sa phase de groupe derrière les Allemands de Frisch Auf Göppingen et devant les Slovènes de RK Cimos Koper, quart de finaliste de la Ligue des champions la saison précédente. Cependant, un règlement de l'EHF envoie directement le HBC Nantes en demi-finale en tant qu'organisateur du Final Four de la compétition. Ainsi, seuls six clubs sont qualifiés pour les quarts de finale et Naturhouse La Rioja, ne faisant pas partie des meilleurs deuxièmes, est éliminé.
En 2013, le club participe pour la première fois à la Ligue des champions. Dans le groupe D, le club se retrouve en compagnie du tenant du titre, le club allemand du HSV Hambourg et de ces compatriotes du SG Flensburg-Handewitt mais aussi du club slovène du RK Gorenje Velenje, des danois de l'Aalborg Håndbold et des suédois du HK Drott Halmstad. Le Naturhouse La Rioja termine avec huit points tout comme l'Aalborg Håndbold et le RK Gorenje Velenje mais avec une différence de buts la moins favorable (-28), si bien que le club se classe finalement cinquième de cette poule est éliminé. Pour la deuxième année consécutive, le club rate de peu sa qualification pour les phases finales.
En 2014, le club participe de nouveau à la Ligue des champions et parvient cette fois ci à se qualifier pour la phase finale, terminant quatrième dans un groupe qui comptait des clubs comme le THW Kiel, le Paris Saint-Germain Handball, le RK PDD Zagreb, le HC Meshkov Brest et le RK Metalurg Skopje. En huitième de finale, en tant que non tête de série, le Naturhouse tombe face à l'ogre hongrois du Veszprém KSE où il fut défait d'un total de 54 à 68 (23-31;31-37).
En 2016 et 2017, le club participe également à la Ligue des champions mais cette fois en poule basse, le club étant à chaque fois éliminé en demi-finales de qualification.
Pour la saison 2017-2018, la Rioja n’ayant terminé qu’à la 3e place en championnat, c’est la Coupe de l'EHF que dispute le club.

## Parcours depuis la montée

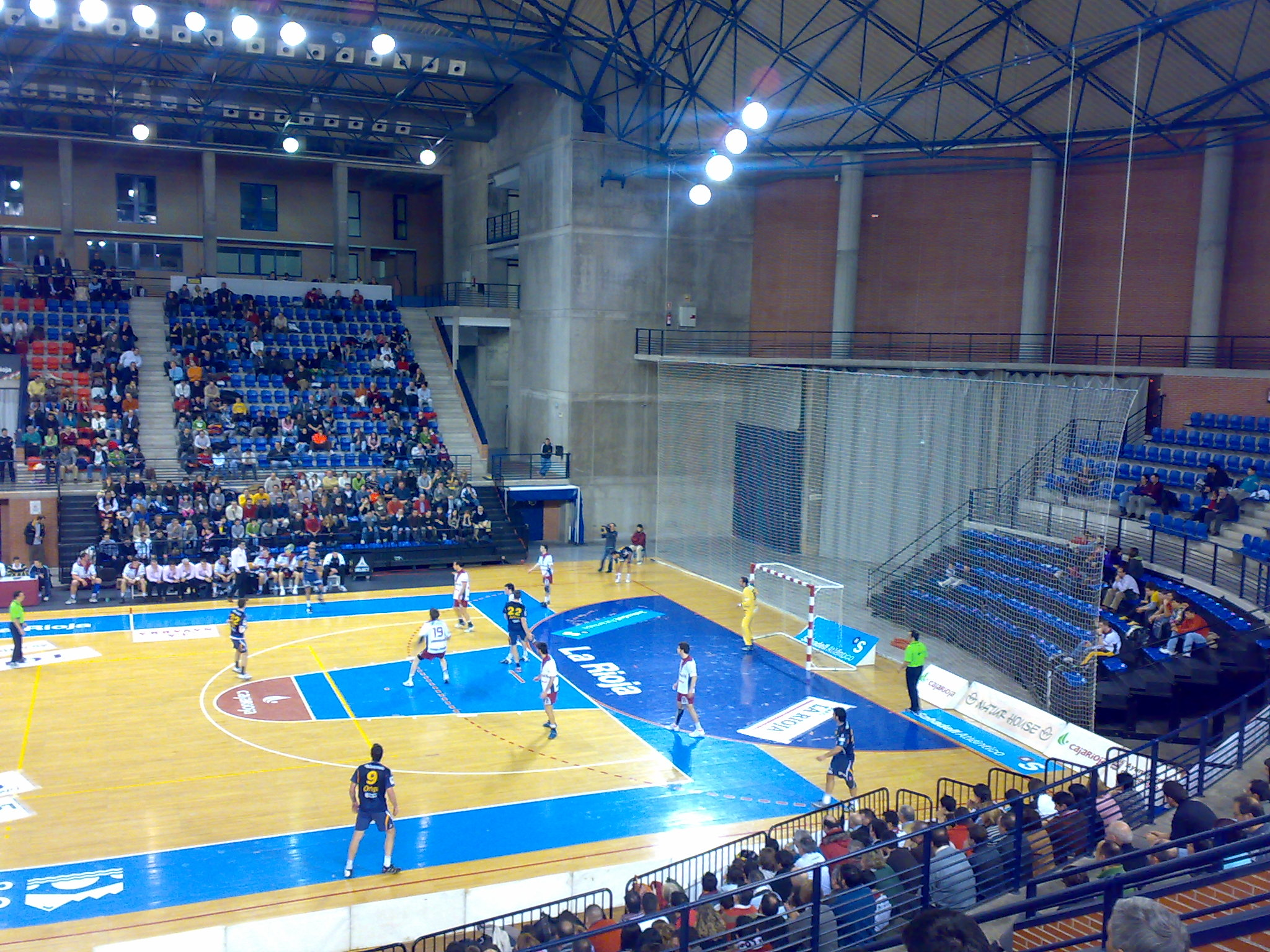
Le Palacio de los Deportes de Logroño

| Saison    | Liga ASOBAL | Coupe du Roi  | Coupe ASOBAL | Supercoupe | Europe                |
| --------- | ----------- | ------------- | ------------ | ---------- | --------------------- |
| 2006-2007 | 14e         | N.Q           | N.Q.         | -          | -                     |
| 2007-2008 | 12e         | N.Q           | N.Q.         | -          | -                     |
| 2008-2009 | 7e          | N.Q           | N.Q.         | -          | -                     |
| 2009-2010 | 6e          | 1/4           | N.Q.         | -          | C3 : 1/2              |
| 2010-2011 | 9e          | N.Q           | N.Q.         | -          | C3 : 1/2              |
| 2011-2012 | 7e          | 1/4           | N.Q.         | -          | -                     |
| 2012-2013 | 3e          | Finale        | 1/2          | N.Q.       | C3 : Phase de groupe  |
| 2013-2014 | 2e          | 1/8 de finale | 1/2          | Finale     | C1 : Phases de groupe |
| 2014-2015 | 2e          | 1/4 finale    | 1/2          | ?          | C1 : 1/8 de finale    |
| 2015-2016 | 2e          | 1/2 finale    | Finale       | ?          | C1 : 1/2 poule basse  |
| 2016-2017 | 3e          | Finale        | 1/2          | ?          | C1 : 1/2 poule basse  |
| 2017-2018 | 4e          | Finale        | N.Q.         | Finale     | C3 : 3e tour          |
| 2018-2019 | 3e          | 1/2 finale    | N.Q.         | Finale     | C3 : phase de groupes |
| 2019-2020 | 3e          | 1/4 finale    | N.Q.         | N.Q.       | C3 : arrêtée          |
| 2020-2021 | 3e          | 1/4 finale    | N.Q          | ?          | ?                     |
| 2021-2022 | 6e          | 1/16 finale   | 1/2 finale   | ?          | C3 : phase de groupes |
| 2022-2023 | 5e          | Finale        | Finale       | ?          | C3 : qualifications   |
| 2023-2024 | 4e          | 1/2 finale    | Finale       | ?          | C3 : phase de groupes |
| 2024-2025 | en cours    | ?             | ?            | ?          | ?                     |

1. ↑  C1=Ligue des champions ; C3 =Coupe de l'EHF

## Palmarès
Compétitions internationales
- demi-finaliste de la Coupe de l'EHF (C3) en 2010[2] et 2011

Compétitions nationales
- deuxième du Liga ASOBAL (3) 2014, 2015, 2016
- finaliste de la Coupe du Roi (4) : 2013, 2017, 2018, 2023
- finaliste de la Coupe ASOBAL (2) : 2016, 2024
- finaliste de la Supercoupe d'Espagne (3) : 2013, 2017, 2018

## Personnalités liées au club
Parmi les joueurs ayant évolué au club, deux joueurs ont eu leurs numéros retirés :
- 12,  Gurutz Aguinagalde (en), gardien de but, au club de 2005 à 2018
- 17,  Rubén Garabaya, pivot, au club de 2010 à 2018

Parmi les autres joueurs, on trouve :
- Ion Belaustegui
- Rafael Capote
- Juan del Arco
- Thiagus dos Santos
- Alex Dujshebaev
- Ángel Fernández Pérez
- Juanin García
- Imanol Garciandia
- Gedeón Guardiola
- Haniel Langaro
- Cristian Malmagro
- Niko Mindegía
- Marco Oneto
- Johan Petersson
- Mohammad Sanad
- Miguel Sánchez Migallón
- Joan Saubich
- Junior Scott
- Håvard Tvedten

Parmi les entraîneurs, on trouve :
- Jota González (en), au club de 2007 à 2018
- Miguel Ángel Velasco, au club depuis 2018

## Maillot
Le maillot est blanc avec une diagonale rouge tout comme le drapeau de  Logroño.

Drapeau de la ville de Logroño

| 2014-2015 D | 2014-2015 E | 2015-2016 D | 2015-2016 E |